# Duygu Yetiş
Duygu Yetiş (Istanbul, 22 de març de 1985) és una actriu turca, que va assolir la fama internacional amb el personatge d'Elif de la série de televisió Hercai, on interpreta una adolescent.